# Lykan Hypersport
Lykan HyperSport — ліванський гіперкар обмеженого виробництва W Motors (також відома як Wolf Motors). У Лівані компанія заснована в 2012 році при спільних зусиллях арабських, ліванських, французьких та італійських інженерів. Потім компанія була перенесена до ОАЕ. Перша модель була представлена в 2013 році в Монако і отримала цінник в 3,4 мільйона доларів США. Трохи пізніше серійний прототип взяв участь на міжнародному автосалоні в Катарі. Тоді ж компанія оголосила про серійний випуск машин, близько 7 в рік. Першим покупцем Lykan HyperSport став шейх Катару Яван бін Хамад Аль-Тані.
Lykan Hypersport був створений за підтримки таких компаній як: Magna Steyr, StudioTorino, Ruf Automobile, Novasis Ingegneria, ID4Motion і Університету Токіо в технічній області. Гіперкар розроблявся ліванськими автоспеціалістами протягом 6 років.
Технічні характеристики
| Характеристики              | показник                                                                               |
| --------------------------- | -------------------------------------------------------------------------------------- |
| Тип двигуна                 | 3,7-літровий шестициліндровий двигун Boxer типу з подвійним турбонагнітачем Twin Turbo |
| Потужність двигуна          | 750 кінських сил                                                                       |
| Максимальний крутний момент | 1000 Нм при 4000 об/хв                                                                 |
| Максимальна швидкість       | 395 км/год                                                                             |
| Об'єм двигуна               | 3746 см³                                                                               |
| Розгін від 0 до 100 км/год  | 2,8 секунди                                                                            |
| Трансмісія                  | шестиступінчаста секвентальна                                                          |
| витрати палива              | міський цикл: 20 л/100 км; змішаний цикл: 13,5 л/100 км; заміський цикл: 9,9 л/100 км  |

## Технічні характеристики

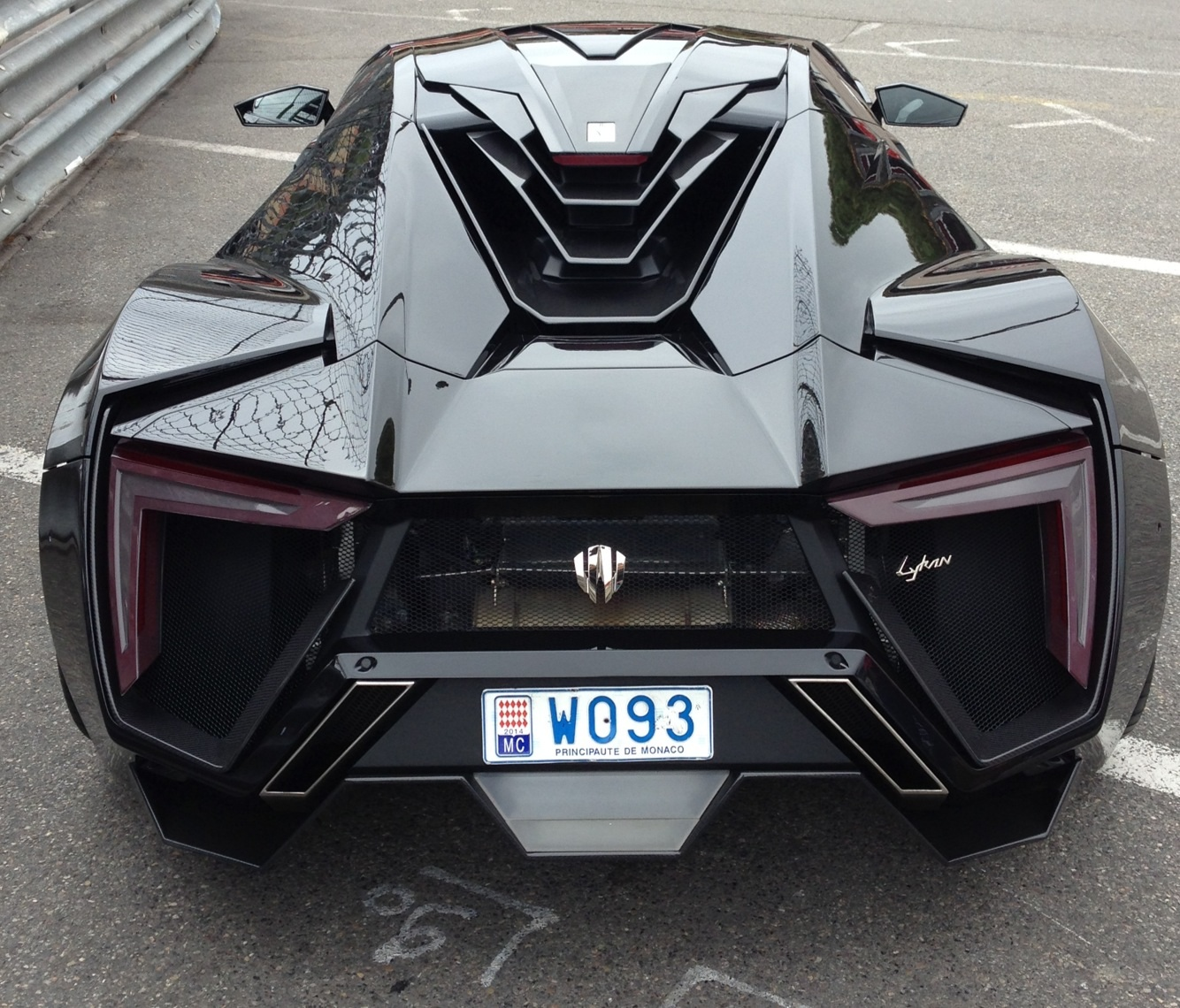
Lykan Hypersport в Князівстві Монако

Гіперкар має карбонові кузовні панелі і двері, що відкриваються проти напрямку руху. У моторному відсіку моделі встановлена опозитна 3,7-літрова «шістка» з двома турбінами, що розвиває 750 кінських сил і 960 Нм крутного моменту. Трансмісія — шестиступінчаста секвентальна. Модель оснащена шестипоршневими гальмівними механізмами з карбон-керамічними 380-міліметровими дисками.

## Салон
У створенні інтер'єру авто брало участь дизайнерське ательє з Італії— StudioTorino. Його особливістю є використання в салоні матеріалів преміум-класу, таких як вуглеволокно, титан, натуральна шкіра і дорогоцінні камені. Також варто відзначити унікальну світлодіодну оптику з діамантовою інкрустацією (всього близько 420 діамантів), прострочку крісел в салоні золотою ниткою і тривимірні голографічні дисплеї передньої панелі.